# Ulica Mazowiecka w Krakowie
Ulica Mazowiecka – ulica w Krakowie, w dzielnicy V Krowodrza, będąca przedłużeniem ul. Krowoderskiej biegnąca od skrzyżowania z al. J. Słowackiego do wylotu na al. Kijowskiej.
Zabudowania znajdujące się na ulicy obrazują dzieje tej dzielnicy miasta. Początkowo, przy skrzyżowaniu z al. J. Słowackiego dominującą formą zabudowy są trzy- i czteropiętrowe kamienice. Następnie występują szeregowe domy wielorodzinne. Poczynając od ronda w kierunku wylotu na al. Kijowską przeważają bloki zbudowane w latach 60. i 70. XX wieku, od niskich do wysokich, 10-piętrowych wieżowców. W okolicy skrzyżowania z ul. Kmiecą zachował się tradycyjny, drewniany dom z poddaszem, charakterystyczny dla tej części miasta ze względu na pierwotny, ogrodniczy krajobraz okolicy.

## Obiekty administracji publicznej
- Urząd Pracy Powiatu Krakowskiego (ul. Mazowiecka 21)
- Komisariat Policji Kraków – Łobzów (ul. Mazowiecka 112, obecnie przeniesiony na ul. Radzikowskiego 29)

## Placówki kulturalne i oświatowe
- Wydział Sztuki Uniwersytetu Pedagogicznego (ul. Mazowiecka 43)
- Szkoła Podstawowa nr 36 (ul. Mazowiecka 70)
- Żłobek Samorządowy nr 18 (ul. Mazowiecka 30A)
- Przedszkole Samorządowe nr 43 (ul. Mazowiecka 45)

## Instytucje prywatne
- Krakowskie Przedsiębiorstwo Robót Inżynieryjnych (ul. Mazowiecka 25)
- NZOZ Falck Medycyna wraz z zespołem wyjazdowym pogotowia ratunkowego (ul. Mazowiecka 4-6)

## Zabudowa
- ul. Mazowiecka 3a – kamienica, ok. 1935.
- ul. Mazowiecka 5a – kamienica, proj. Zygmunt Grünberg, 1938.
- ul. Mazowiecka 7 – kamienica, proj. Stanisław Osiek, 1937.
- ul. Mazowiecka 8 – kamienica, proj. Zbigniew Odrzywolski, 1929.
- ul. Mazowiecka 9 – kamienica, ok. 1920.
- ul. Mazowiecka 11 – kamienica, proj. Ignacy Bierer, 1935.
- ul. Mazowiecka 15 (ul. Lubelska 1) – kamienica, ok. 1914.
- ul. Mazowiecka 26a – kamienica, proj. Izydor Goldberger, 1936.
- ul. Mazowiecka 26b – kamienica, proj. Izydor Goldberger, 1936.
- ul. Mazowiecka 28a – kamienica, proj. Izydor Goldberger, 1936.
- ul. Mazowiecka 28b – kamienica, proj. Izydor Goldberger, 1936.
- ul. Mazowiecka 29 – kamienica, proj. Aleksander Biborski, 1914.
- ul. Mazowiecka 33 – kamienica, ok. 1910.
- ul. Mazowiecka 37 – kamienica, 1928.
- ul. Mazowiecka 43 – kamienica, ok. 1910.
- ul. Mazowiecka 50 – kamienica, proj. A. Jakóbek, 1910.
- ul. Mazowiecka 64 – kamienica, 1912.
- ul. Mazowiecka 113 (ul. Racławicka 40) – kamienica, 1911.

## Galeria zdjęć

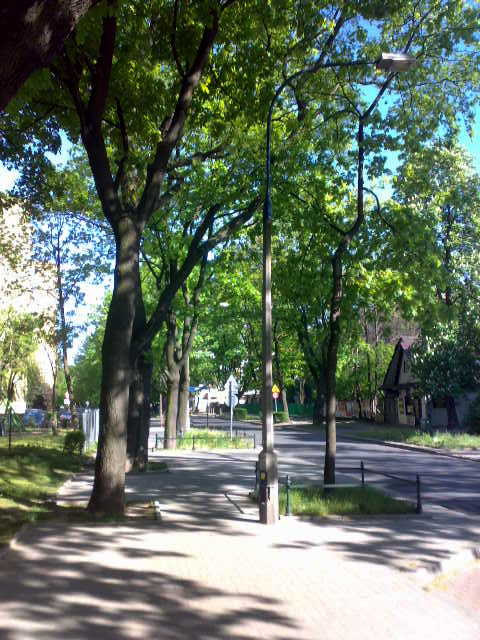
Skrzyżowanie ul. Mazowieckiej z ul. Kmiecą
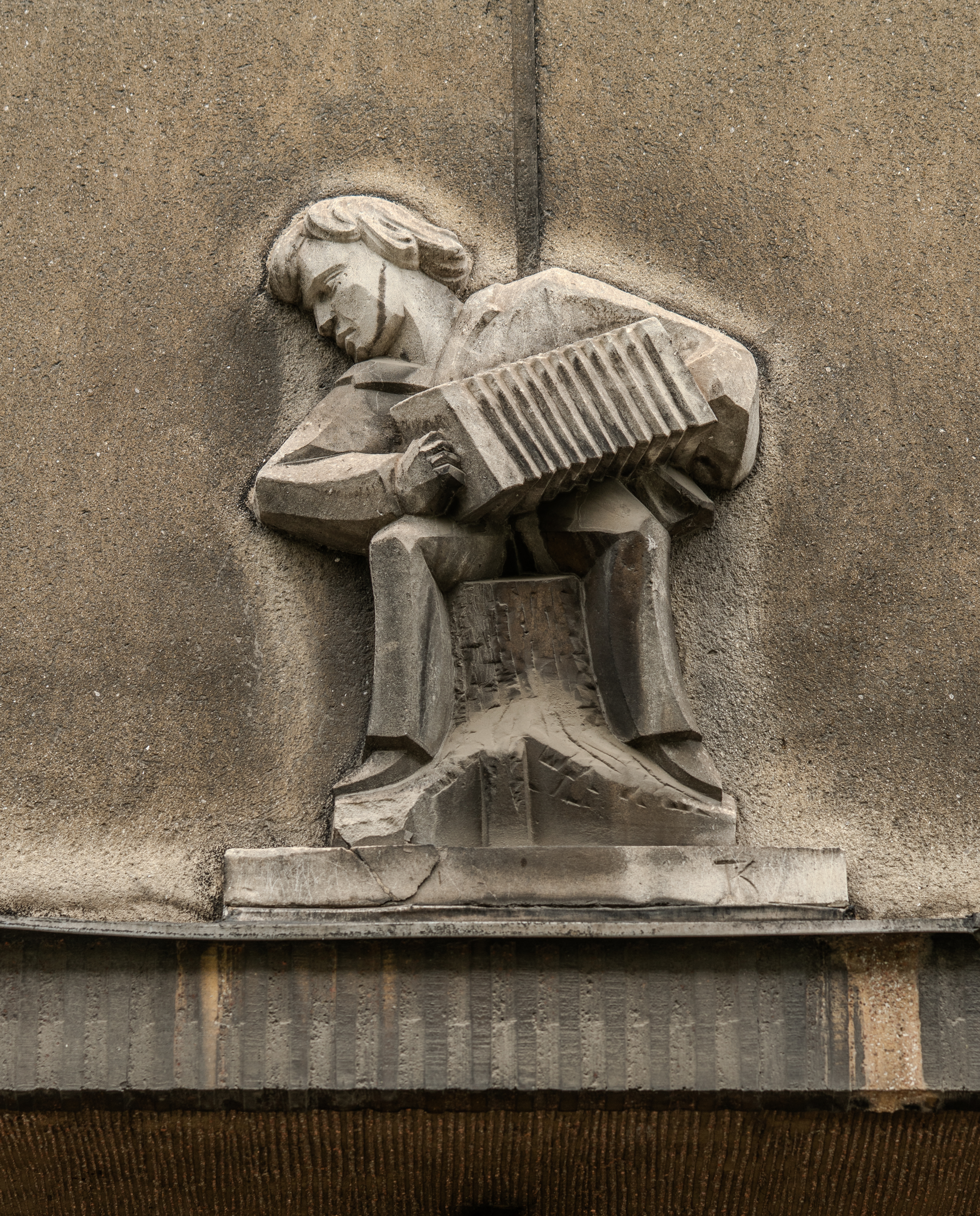
ul. Mazowiecka 7, godło na elewacji kamienicy
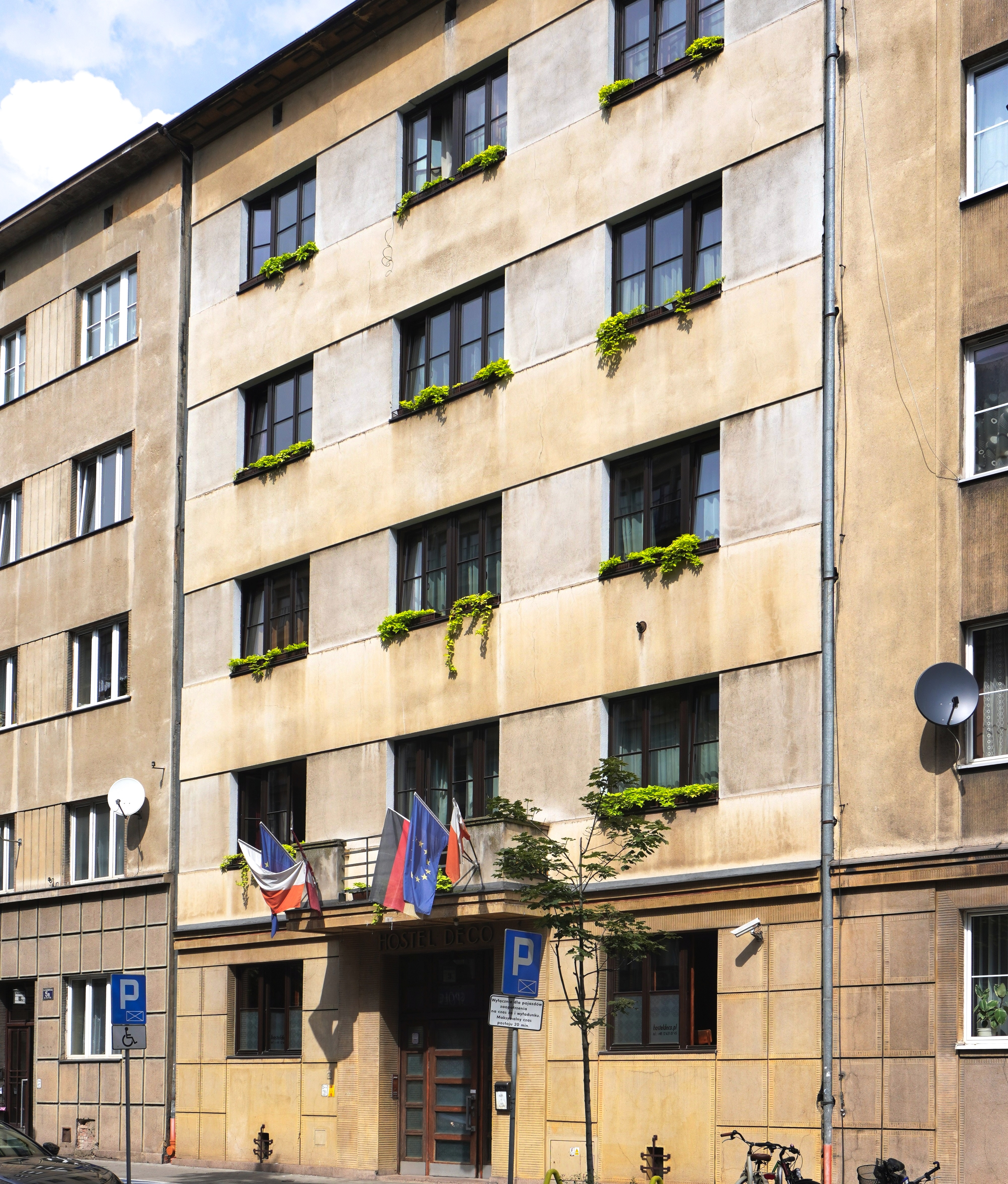
ul. Mazowiecka 3A Kamienica (ok. 1935)
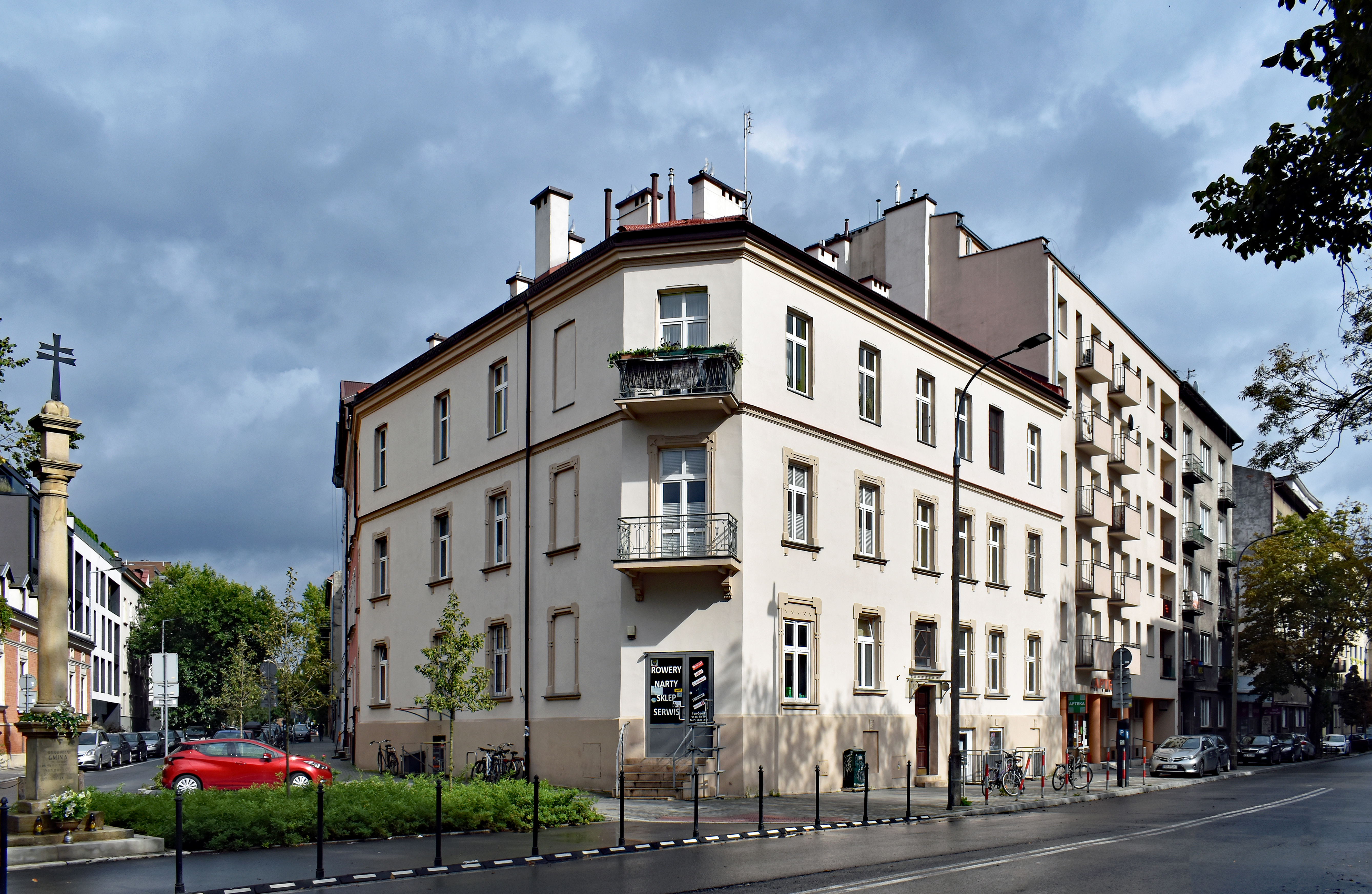
ul. Mazowiecka 15 (ul. Lubelska 1) Kamienica (ok. 1914)
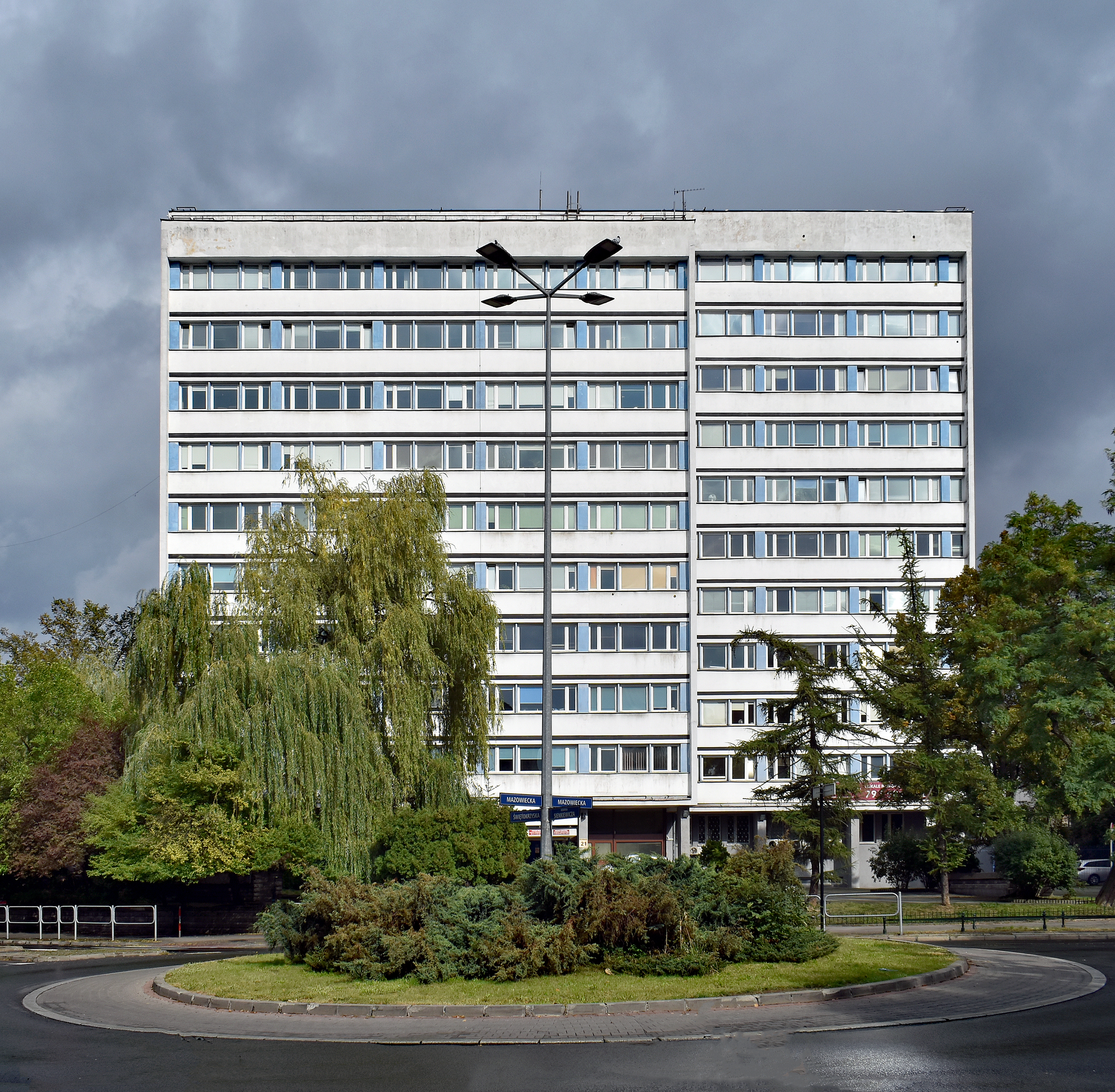
ul. Mazowiecka 21 Dawny biurowiec „Energoprojektu Kraków” (1968 proj. Antoni Mazur)
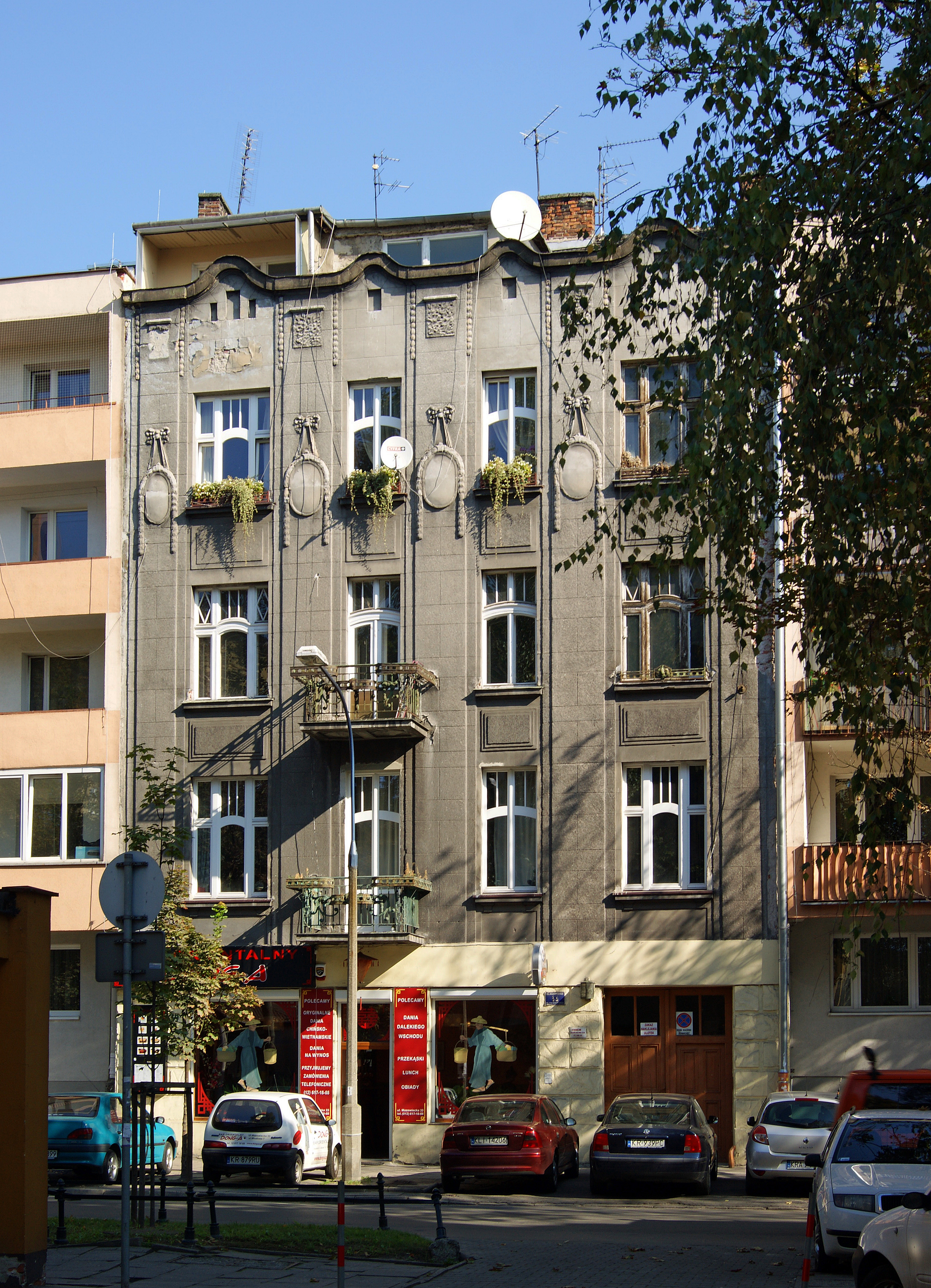
ul. Mazowiecka 33 Kamienica (ok. 1910)
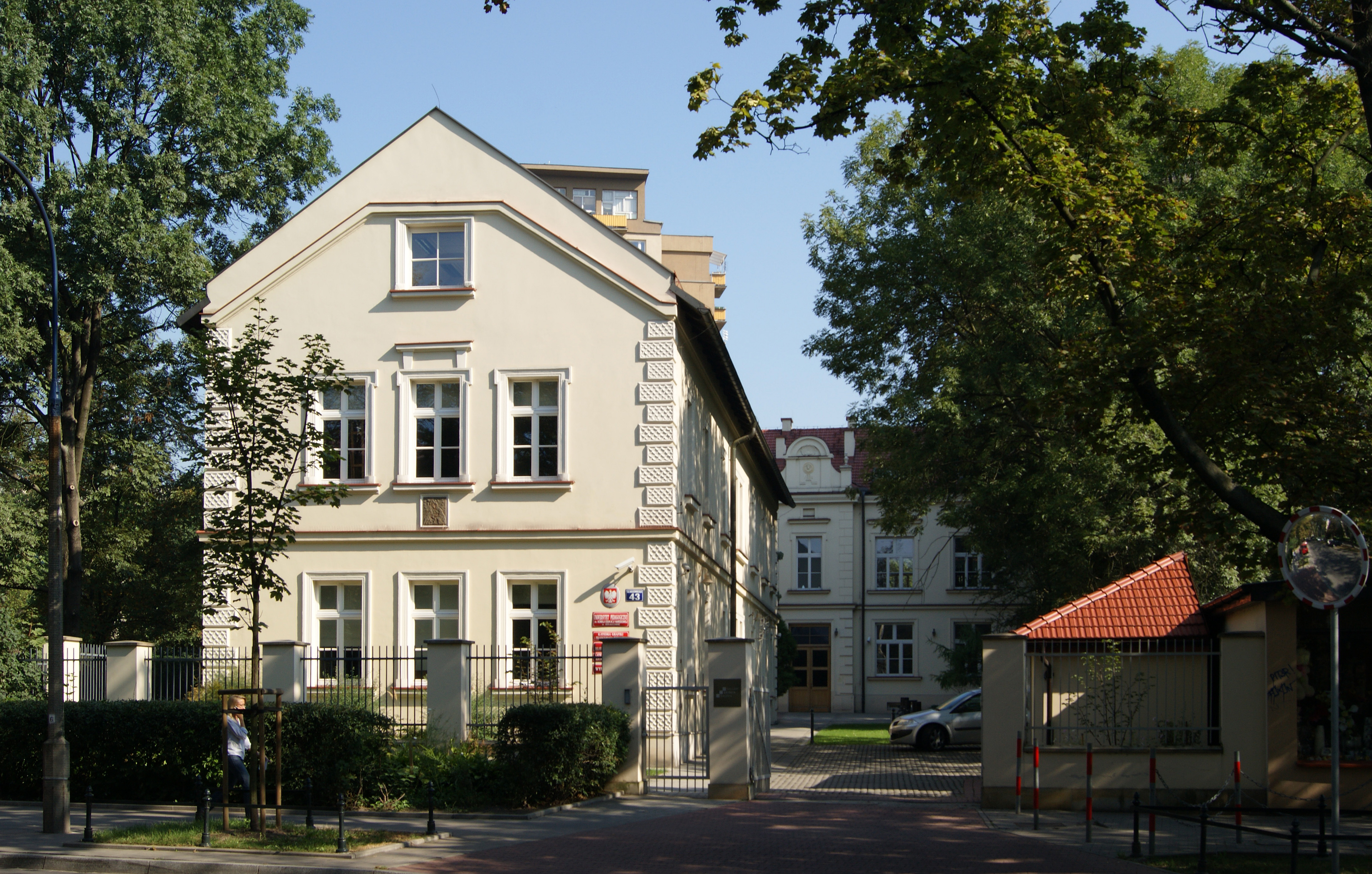
ul. Mazowiecka 43 Instytut Malarstwa i Edukacji Artystycznej UKEN